# Eil
Eil (in somalo Eeyl), è un'antica cittadina portuale della Somalia, situata nella parte settentrionale del paese, nella regione del Nogal, non lontano dal capo Hafun. La sua popolazione ammonta a circa 21 700 abitanti.
Già capoluogo di residenza durante il colonialismo italiano, dal 1998 fa parte dell'autoproclamato Stato indipendente del Puntland, e negli ultimi anni è divenuto uno dei centri principali della pirateria somala.
Nel dicembre 2004 è stata colpita dallo tsunami che ha devastato molte zone costiere affacciate sull'Oceano Indiano.

## Preistoria
Oggetto di scavi archeologici e studi antropologici a metà degli anni Trenta compiuti da Paolo Graziosi. In una caverna definita nell'articolo dell'archeologo e antropologo la voragine di Eil, che ospitò nella preistoria abitatori del Nogal, furono rinvenuti «numerosi relitti umani, armi, strumenti di pietra, resti di faune, (...)». L'ampia voragine, situata presso il paese, «protetta in tutti i punti dallo spirare dei venti, aveva favorito l'accumularsi e il conservarsi dei materiali di riempimento. (...) numerosissimi furono gli strumenti di pietra venuti in luce, riferibili, come tipo, a quelli del nostro paleolitico medio e superiore».